# Hexatoma (Hexatoma) kiangsiana
Hexatoma (Hexatoma) kiangsiana is een tweevleugelige uit de familie steltmuggen (Limoniidae). De soort komt voor in het Palearctisch en Oriëntaals gebied.